# Piatra Mică, Prahova
Piatra Mică este un sat în comuna Sângeru din județul Prahova, Muntenia, România.